# Gerhard Emig

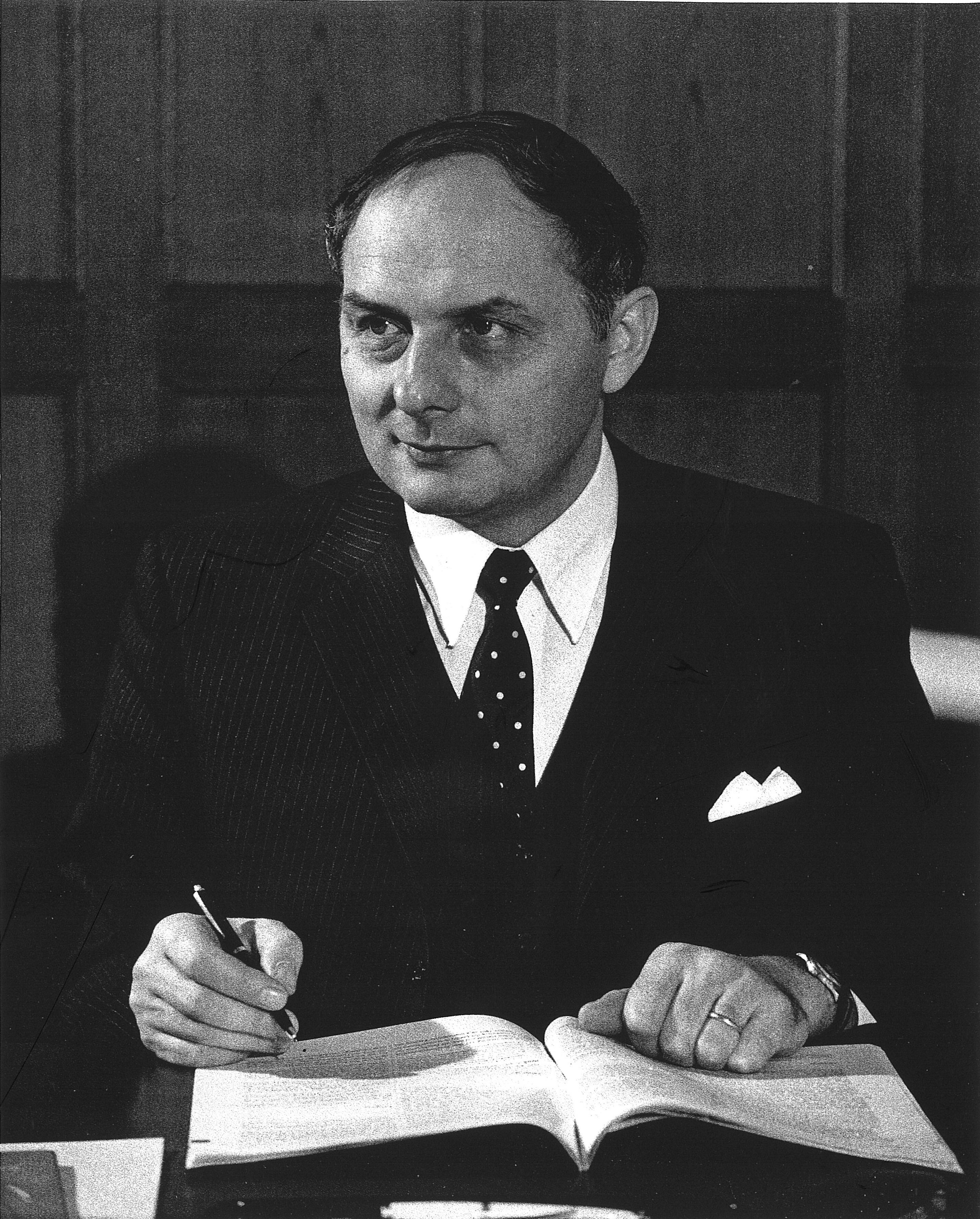
Gerhard Emig

Gerhard Emig (* 10. September 1926 in Eisenach; † 17. Juli 2004 in Berlin) war ein deutscher Jurist und Politiker (FDP). Er war von 1970 bis 1971 und von 1977 bis 1981 Senatsdirektor (Staatssekretär) für Verkehr.

## Ausbildung
Gerhard Emig wurde als Sohn eines Tiefbauunternehmers in Eisenach geboren und verbrachte dort seine Schulzeit. 1943 wurde er zum Reichsarbeitsdienst und 1944 zur Wehrmacht eingezogen. In Südfrankreich geriet er Ende 1944 in amerikanische Kriegsgefangenschaft. Diese verbrachte er in New Mexico. 1946 kehrte er aus der Gefangenschaft zurück nach Eisenach, wo er 1947 an der Oberschule sein Abitur ablegte. 
1946 wurde er Mitglied der Liberal-Demokratischen Partei Deutschlands (LDP). Mit Aufnahme seines Studiums an der juristischen Fakultät in Jena, im Wintersemester 1948, gehörte er zur liberalen Hochschulgruppe, deren Vorsitzender er später wurde. Die politische Verfolgung drängte die Hochschulgruppen in den Untergrund. Gerhard Emig gehörte zu einer aus elf Mitgliedern bestehenden Widerstandsgruppe der LDP-Hochschulgruppe Jena, die im März 1952 von der Staatssicherheit verhaftet wurde. Von der verhängten 10-jährigen Haftstrafe verbüßte er bis zu seiner vorzeitigen Entlassung aufgrund der Dehler-Initiative fast fünf Jahre Einzelhaft in Brandenburg. Nach der Haftentlassung 1956 floh er von Eisenach nach West-Berlin und wurde als politischer Flüchtling anerkannt. In Köln (1958) und Düsseldorf (1962) bestand er sein erstes und zweites juristisches Staatsexamen.

## Berufliche Tätigkeiten
1963 wurde Emig wissenschaftlicher Assistent der FDP-Fraktion im Bundestag. Von 1964 bis 1970 war er Fraktionsgeschäftsführer der FDP im Abgeordnetenhaus von Berlin. Zwischen 1966 und 1970 war er als Rechtsanwalt am Landgericht Berlin tätig. 1970 wurde er Senatsdirektor in der Wirtschaftsverwaltung des Senats. 1971 wurde er in den einstweiligen Ruhestand versetzt. Von 1973 bis 1976 war er wiederum Rechtsanwalt am Landgericht Berlin. Bei der Wahl zum Abgeordnetenhaus von Berlin 1975 wurde Emig zwar zunächst gewählt, doch das Berliner Wahlprüfungsgericht beanstandete im November 1975 das Mandat. 1977 wurde er Senatsdirektor für Verkehr in der SPD/FDP-Koalition unter dem Berliner Senator und Bürgermeister Wolfgang Lüder, bis 1981 die sozialliberale Koalition ihr Ende fand.
Im Anschluss an seine politischen Ämter war er als Rechtsanwalt für die Studiengesellschaft Nahverkehr Berlin (Magnetbahnprojekt) und später für das Paul-Löbe-Institut tätig. 1991 übernahm er für eineinhalb Jahre die kommissarische Leitung der Mahn- und Gedenkstätte Sachsenhausen.

## Weitere Funktionen
- Beisitzer im Landesverband der FDP (1964)
- Stellvertretender Landesvorsitzender der FDP (1971–1975)
- Mitglied des Abgeordnetenhauses von Berlin (1975)
- Geschäftsführender Gesellschafter der Verlagsgesellschaft „Das Berliner Wort“

## Privates
Emig war seit 1964 mit Helga Emig verheiratet und hatte zwei Töchter.

## Auszeichnungen
Emig wurde 1994 mit dem Bundesverdienstkreuz am Bande für seine Tätigkeit als kommissarischer Leiter der Mahn- und Gedenkstätte Sachsenhausen ausgezeichnet.